# Rangi (peuple)
Pour les articles homonymes, voir Rangi.
Les Rangi sont un peuple bantou d'Afrique de l'Est établi au centre de la Tanzanie, dans la région de Dodoma. 

## Ethnonymie
Selon les sources on observe plusieurs variantes : Irangi, Kelangi, Langi, Rangis, Rango, Rongo, Valangi, Warangi, Warongo, Washangi.

## Langue
Leur langue est le rangi (ou langi), une langue bantoue, dont le nombre de locuteurs était estimé à 350 000 en 1999.